# Green Project-Bardiani CSF-Faizanè/2023
Deze pagina geeft een overzicht van de Green Project-Bardiani-CSF-Faizanè-wielerploeg in 2023.

## Algemene gegevens
Sponsors:
Algemeen manager: Roberto Reverberi
Teammanager: Roberto Reverberi
Ploegleiders: Luca Amoriello, Alessandro Donati, Mirko Rossato
Fietsmerk: De Rosa
Kleding: Alé

## Renners
| Naam                   | Geboortedatum | Nationaliteit    | Ploeg 2022                  |
| ---------------------- | ------------- | ---------------- | --------------------------- |
| Iker Bonillo           | 09-06-2003    | Spanje           |                             |
| Luca Colnaghi          | 14-01-1999    | Italië           |                             |
| Lorenzo Conforti       | 22-05-2004    | Italië           | -                           |
| Luca Covili            | 10-02-1997    | Italië           |                             |
| Omar El Gouzi          | 16-08-1999    | Italië           |                             |
| Filippo Fiorelli       | 19-11-1994    | Italië           |                             |
| Davide Gabburo         | 01-04-1993    | Italië           |                             |
| Riccardo Lucca         | 24-02-1997    | Italië           | Work Service Vitalcare Vega |
| Filippo Magli          | 29-04-1999    | Italië           | -                           |
| Martin Marcellusi      | 05-04-2000    | Italië           |                             |
| Alessio Martinelli     | 26-04-2001    | Italië           |                             |
| Henok Mulubrhan        | 11-11-1999    | Eritrea          |                             |
| Alessio Nieri          | 13-04-2001    | Italië           |                             |
| Luca Paletti           | 05-06-2004    | Italië           | -                           |
| Giulio Pellizzari      | 21-11-2003    | Italië           |                             |
| Mattia Petrucci *      | 14-04-2000    | Italië           | Team Colpack Ballan         |
| Alessandro Pinarello   | 12-07-2003    | Italië           |                             |
| Luca Rastelli          | 29-12-1999    | Italië           |                             |
| Alessandro Santaromita | 11-12-1999    | Italië           |                             |
| Matteo Scalco          | 25-06-2004    | Italië           | -                           |
| Jared Scott**          | 24-06-2002    | Verenigde Staten | Aevolo                      |
| Manuele Tarozzi        | 20-06-1998    | Italië           |                             |
| Alex Tolio             | 30-03-2000    | Italië           |                             |
| Alessandro Tonelli     | 29-05-1992    | Italië           |                             |
| Enrico Zanoncello      | 02-08-1997    | Italië           |                             |
| Samuele Zoccarato      | 09-01-1998    | Italië           |                             |

*gestopt 9/2
**tot 20/7

### Stagiairs
Per 1 augustus 2023
| Naam          | Geboortedatum | Nationaliteit | Vorige ploeg         |
| ------------- | ------------- | ------------- | -------------------- |
| Edgar Cadena  | 20-11-2000    | Mexico        | -                    |
| Luca Cavallo  | 26-10-1999    | Italië        | Overall Cycling Team |
| Vicente Rojas | 30-04-2002    | Chili         | Supermercados Froiz  |

### Vertrokken
| Naam               | Geboortedatum | Nationaliteit | Ploeg 2023                  |
| ------------------ | ------------- | ------------- | --------------------------- |
| Enrico Battaglin   | 17-11-1989    | Italië        | ?                           |
| Johnatan Cañaveral | 02-11-1996    | Colombia      | ?                           |
| Fabio Mazzucco     | 14-04-1999    | Italië        | Mg.K Vis - Colors for Peace |
| Sacha Modolo       | 19-06-1987    | Italië        | Gestopt                     |
| Tomas Trainini     | 23-09-2001    | Italië        | Gestopt                     |
| Giovanni Visconti  | 13-01-1983    | Italië        | Gestopt                     |
| Filippo Zana       | 18-03-1999    | Italië        | Team Jayco AlUla            |

## Overwinningen
| Ronde van San Juan Bergklassement: Manuele Tarozzi Ronde van Valencia Bergklassement: Samuele Zoccarato Ronde van Rwanda 3e etappe: Henok Mulubrhan 7e etappe: Manuele Tarozzi 8e etappe: Henok Mulubrhan Eindklassement: Henok Mulubrhan Ronde van Taiwan 5e etappe: Enrico Zanoncello Puntenklassement: Enrico Zanoncello Belgrado-Banja Luka 2e etappe: Enrico Zanoncello Jongerenklassement: Lorenzo Conforti Carpathian Couriers Race Jongerenklassement: Giulio Pellizzari Bergklassement: Giulio Pellizzari Ploegenklassement: *1) | Giro del Medio Brenta Giulio Pellizzari Coppa della Pace-Trofeo F.lli Anelli Matteo Scalco Ronde van Slovenië Bergklassement: Samuele Zoccarato Ronde van het Qinghaimeer 5e etappe: Enrico Zanoncello 7e etappe: Henok Mulubrhan Eindklassement: Henok Mulubrhan Puntenklassement: Henok Mulubrhan Bergklassement: Alessio Nieri Ploegenklassement: *2) Ronde van Tsjechië Bergklassement: Samuele Zoccarato Ronde van de Limousin-Nouvelle-Aquitaine Bergklassement: Martin Marcellusi Muur Classic Geraardsbergen Filippo Magli | Ronde van het Taihu-meer 1e etappe: Enrico Zanoncello |

*1) Ploeg Carpathian Couriers Race: Martinelli, Scalco, Paletti, Pellizzari, Pinarello
*2) Ploeg Ronde van het Qinghaimeer: Colnaghi, Lucca, Mulubrhan, Nieri, Santaromita, Tarozzi, Zanoncello
Bingoal Pauwels Sauces WB · Bolton Equities Black Spoke · Burgos-BH · Caja Rural-Seguros RGA · EOLO-Kometa · Equipo Kern Pharma · Euskaltel-Euskadi · Green Project-Bardiani-CSF-Faizanè  · Human Powered Health · Israel-Premier Tech · Lotto-Dstny · Q36.5 Pro Cycling Team · Team Corratec · Team Flanders-Baloise · Team Novo Nordisk · Team TotalEnergies · Tudor Pro Cycling Team · Uno-X Pro Cycling Team
2000 · 2001 · 2002 · 2003 · 2004 · 2005 · 2006 · 2007 · 2008 · 2009 · 2010 · 2011 · 2012 · 2013 · 2014 · 2015 · 2016 · 2017 · 2018 · 2019 · 2020 · 2021 · 2022 · 2023 · 2024 · 2025